# عربشاه خان (کلیبر)
عربشاه خان (به ترکی آذربایجانی: خان حرفشه) یکی از روستاهای استان آذربایجان شرقی است که در دهستان ییلاق بخش مرکزی شهرستان کلیبر واقع بوده، مرکز دهستان ییلاق و بزرگ‌ترین روستای آن با بیش از ۵۰۰ نفر جمعیت می‌باشد.
ناحیه ای است کوهستانی با زمستان‌های سرد و تابستان‌های خنک که به واسطه قرارگیری در دامنه کوه رفیع هشته‌سر یا هشته سر (با حدود ۳۰۰۰ متر ارتفاع) و برخورداری از طبیعت بکر و سحرانگیز، خودنمایی می‌کند.
عربشاه خان در دامنه مرتفع‌ترین قله کوه هشته سر قرار دارد و به همین دلیل، بهترین مسیر صعود به این کوه رفیع به‌شمار می‌آید.